# زهرة الأفعى الإيطالية
زهرة الأفعى الإيطالية أو ساق الحمام أو المصيص (الاسم العلمي: Echium italicum) هو نوع نباتي يتبع جنس زهرة الأفعى ضمن الفصيلة الحِمحِمية من طائفة ثنائيات الفلقة.